# Маршал Василевский (плавучая регазификационная установка)
«Маршал Василевский» — единственная плавучая регазификационная установка в России, предназначена для хранения, перевозки и регазификации (перевода газа из сжиженного в газообразное состояние) сжиженного природного газа (СПГ). Создана на базе газотранспортного танкера; мощность — 2,7 млрд кубометров газа в год, установлена в Калининграде. 

Судно класса Arc4, построено под надзором Российского морского регистра судоходства и Судового регистра Ллойда.  

Изначально снабжение газом предполагалось с завода Криогаз-Высоцк.

## Характеристики
Длина — 294,7 м
Ширина — 46,4 м
Осадка — 11,5 м
Дедвейт — 93 292 т
Вместимость грузовых танков (ёмкостей для перевозки СПГ) — 174 тыс. куб. м
Скорость хода — 19,5 узлов.
Суммарная производительность 2-х регазификационных установок — 14 млн. м³ в сутки.

## Эксплуатация
В 2019—2020 гг. использовалось для перевозки СПГ в Испанию и Индию.
В 2020 г. перевозило ямальский СПГ на азиатские рынки по Севморпути.
В конце октября 2022 года судно проходило двухнедельную проверку в режиме регазификации в Калининградской области, после чего было окончательно приписано к этому направлению на случай остановки литовского транзита. Источником сжиженного природного газа был назначен принадлежащий «Газпрому» комплекс по производству, хранению и отгрузке СПГ в районе компрессорной станции «Портовая» в порту «Усть-Луга», который в сентябре начал выпуск товарной продукции.